# Шльонська Охла

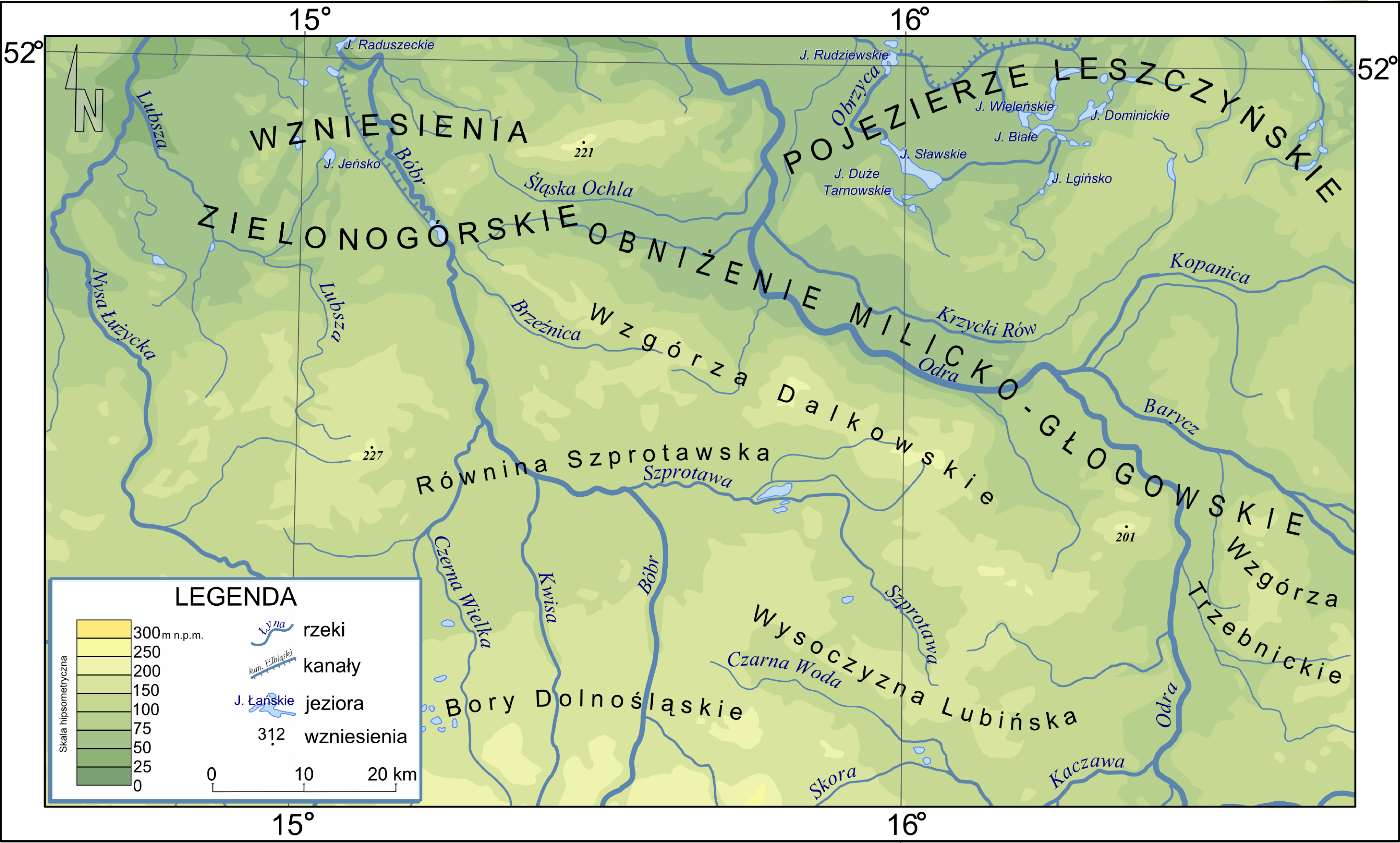
Мапа показує серед інших курс Шльонської Охли

Шльонська Охла (пол. Śląska Ochla — річка в Польщі, у Зельногурському й Новосольському повітах Любуського воєводства. Ліва притока Одри (басейн Балтійського моря).

## Опис
Довжина річки 40,81 км, найкоротша відстань між витоком і гирлом — 29,64 км, коефіцієнт звивистості річки — 1,38.

## Розташування
Бере початок на північно-західній околиці села Летниця ґміни Свідниця. Спочатку тече на південний захід, потім на південний схід. У селі Закенце річка повертає на північний схід, тече через Конрадово, Отинь і на південно-західній стороні від села Млинково впадає в річку Одру.
Населені пункти вздовж берегової смуги: Козла, П'яскі, Єленіув, Келпін, Борциковице, Лугі.

## Цікаві факти
- На лівому березі річки у селі Келпін неподалік від Зеленої Гури розташований природний заказник «Зимова Вода».[1]
- У селі Закенце річку перетинають євроавтошлях Е65 і залізниця. На лівому березі річки на відстані приблизно 3,26 км у селі Недорадз розташована однойменна станція.